# Mycale indica
Mycale indica är en svampdjursart som först beskrevs av Carter 1887. Mycale indica ingår i släktet Mycale och familjen Mycalidae.
Artens utbredningsområde är Myanmar. Inga underarter finns listade i Catalogue of Life.